# Opere idrauliche della laguna di Venezia
Le opere idrauliche della laguna di Venezia sono state realizzate, e vengono tuttora aggiornate, per risolvere i problemi di ricambio dell'acqua e dell'invasione dell'acqua stessa su Venezia.

## Situazione originaria
La Laguna Veneta è parte di un più grande sistema di lagune che si estende per un ampio arco sulla sponda occidentale dell'Adriatico settentrionale e che è frutto di un complesso sistema fluviale. A partire da nord incontriamo infatti:
- la Laguna di Grado, alla foce dell'Ausa e del Corno;
- la Laguna di Marano;
- la Laguna di Caorle, alla foce del Livenza;
- la Laguna del Mort, alla foce del Piave;
- la Laguna di Venezia, alla foce dei fiumi Zero, Dese, Marzenego, Musone, Brenta, Bacchiglione, Adige;
- le Lagune di Caleri, Marinetta, Barbamarcoe del Canarin, alla foce dell'Adige, del Tartaro e del Po;
- la Laguna di Comacchio, alla foce del Po.

### Gli interventi antichi
Già nel VI secolo a.C., con lo sviluppo dei porti etruschi di Adria, Spina e Ravenna, si era provveduto a razionalizzare gli spostamenti fluviali con l'escavo di una serie di canali artificiali che permettessero di mettere in comunicazione le diverse zone deltizie e lagunari. A sud era stata dunque scavata lungo la linea di costa la Fossa Messanica, per mettere in comunicazione Ravenna e Spina, tagliando la foce del Po di Primaro. Più a nord venne invece scavata la Fossa Filistina, per legare Adria ai fiumi veneti, deviando attraverso il nuovo canale il Tartaro verso nord-est.
Questo sistema di canali rimase in funzione anche quando, nel corso del IV secolo a.C. la zona venne colonizzata dai Siracusani di Dionisio I e II: i Greci si occuparono della manutenzione delle opere idrauliche etrusche, arrivando addirittura a imporvi gli idronimi ellenici (Fossa Filistina in onore di Filisto di Siracusa, esiliato ad Adria, e Fossa Messanica in onore di Messina).
In età imperiale i Romani provvidero ad ampliare l'antica rete di canali, seriamente compromessi da piene e modifiche ambientali, come lo straripamento della Filistina ad opera dell'Adige citato da Plinio il Vecchio nel libro III della sua Naturalis historia. I Romani procedettero dunque potenziando a sud l'antica Messanica, ribattezzata Fossa Augusta, permettendo così di rimettere in comunicazione Ravenna, divenuta frattanto sede della potente Classis Ravennatis, con il Po e l'entroterra padano. Qui si incontrava la nuova Fossa Flavia, anch'essa realizzata ampliando antichi canali greci ed etruschi, la quale, tagliando il delta, permetteva di raggiungere il porto di Adria, e quindi l'antica Filistina, anch'essa ripristinata e ribattezzata con il nome di Fossa Clodia. Attraverso di essa si poteva infatti proseguire il viaggio verso nord-est sino al porto di Clodia e ad Altino, raggiungendo il sistema di fiumi e canali che permettevano di procedere rapidamente sino ad Aquileia, capitale della Regio X Venetia et Histria e importante sede di legioni.
Il sistema di regolazione e mantenimento idraulico creato dai Romani entrò progressivamente in crisi con il collasso dell'Impero d'Occidente alla fine del V secolo.

### L'Alluvione di Paolo DiaconooRotta della Cucca
Il 17 ottobre 589 una disastrosa alluvione, passata alla storia per la cronaca lasciataci dallo storico Paolo Diacono, causò un completo stravolgimento dell'assetto idraulico dell'Italia nord-orientale prolungatosi nel corso di tutto il VI e VII secolo.
Il Piave spostò a sud il suo corso riversandosi assieme al Sile in quello che è oggi il Porto di Lido, dove vennero raggiunti dalle acque del nuovo ramo settentrionale del Brenta, il Medoacus Maior.
Più a sud infatti il Brenta, abbandonando il proprio precedente delta, che fluiva poi in mare attraverso il porto di Metamauco, si separò in due rami, che si diressero uno, il Medoacus Maior, più a nord, andando a sfociare in corrispondenza dell'odierna Fusina e raggiungendo il mare, parte presso l'abitato di Olivolo, e parte attraverso il vecchio porto della città di Metamauco e il vicino porto di Albiola; l'altro, detto Medoacus Minor, più a sud, presso il porto di Chioggia.
In questo contesto di modificazione fluviale venivano a trovarsi esposti alla forza del mare gli spartiacque interni alla laguna, che probabilmente in precedenza la dividevano negli attuali quattro bacini idrografici. Gli spartiacque (ove in terra emersa) vennero quindi spazzati e sommersi dalle acque, separando i lidi definitivamente dalla terraferma venendo a creare la laguna unita come oggi la conosciamo.
Sempre nei pressi della città di Chioggia presero a confluire le acque del Bacchiglione, che in precedenza giungevano invece attraverso lo stesso delta del Brenta.
Poco più a sud, nell'oggi scomparso porto di Brondolo, presero invece a sfociare le acque dell'Agno.
Sempre a seguito di questi sconvolgimenti, si estinse un ramo dell'Adige che passava per Bonavigo, Minerbe,

## Rio delle latrine
Nel dodicesimo secolo solo i nobili palazzi delle famiglie patrizie più importanti erano attrezzati di bagni privati.
Gli abitanti di estrazione più umile usufruivano di latrine comunitarie e condivise, poste vicino a qualche “rio” nel quale scaricavano. I canali più stretti si trasformarono in delle vere e proprie cloache a cielo aperto chiamate “rio delle latrine“.
I canali erano responsabili della pulizia dell’intera città. Gli abitanti di Venezia vi gettavano sia le acque nere sia gli scarti della cucina. Spesso lo sbocco sui rii avveniva al di sopra del livello medio della marea, quindi a vista e all’asciutto. La periodica acqua alta ne garantiva comunque lo smaltimento in laguna.

## Opere idrauliche della Serenissima
Le prime opere di sistemazione idraulica della gronda lagunare vennero avviate nel XIV secolo, quando Venezia, sconfitte le rivali Treviso e Padova, entrò per la prima volta in possesso della terraferma all'immediato ridosso della laguna. D'altronde in quest'epoca l'interramento della laguna stava raggiungendo livelli preoccupanti, tanto che nella prima metà del Trecento il Canale Orfano, principale punto d'accesso della città dal mare era talmente invaso da melme da risultare quasi impraticabile, mettendo in grave allarme il governo della Repubblica.

### Le opere trecentesche

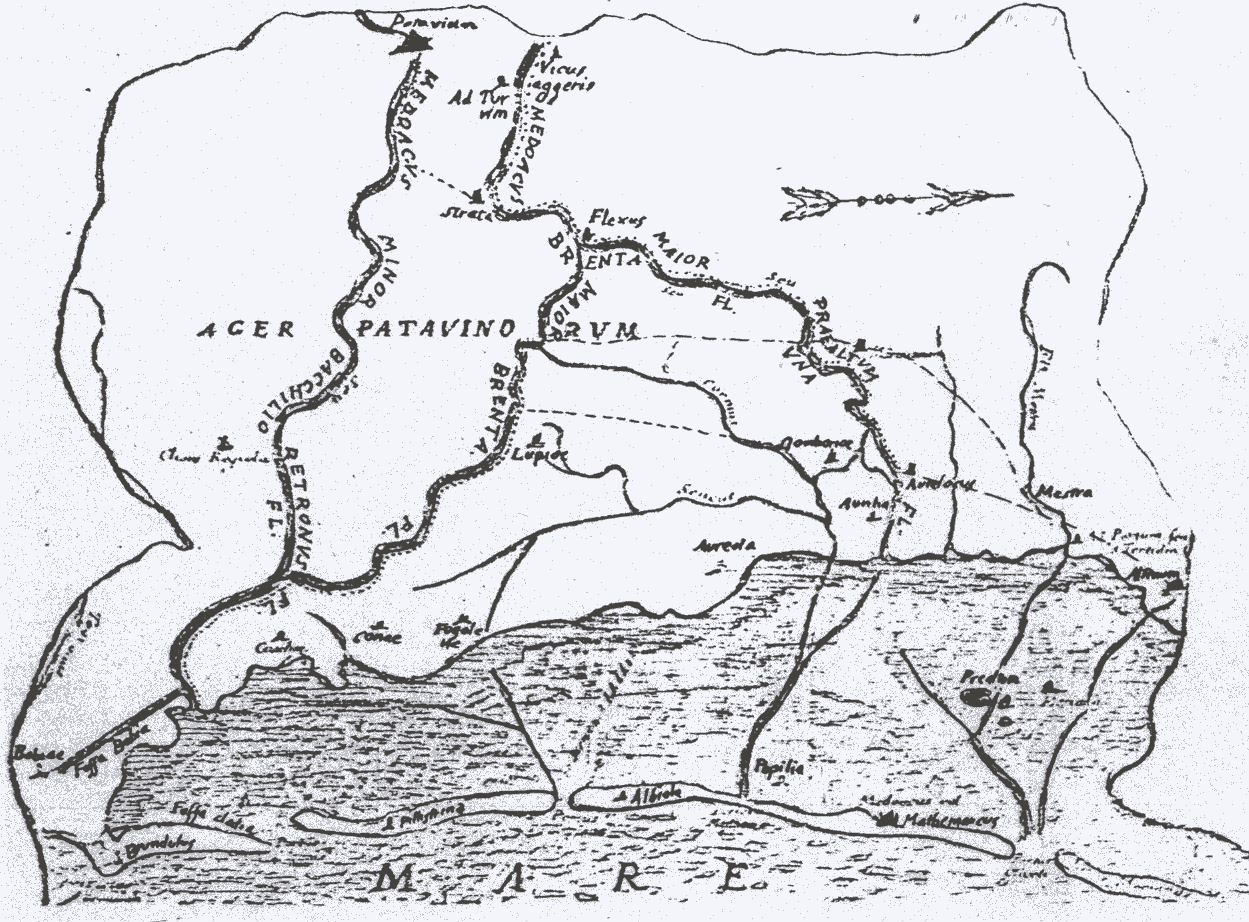
L'originario intrico di fiumi e corsi d'acqua insistenti nella zona centrale della laguna di Venezia.

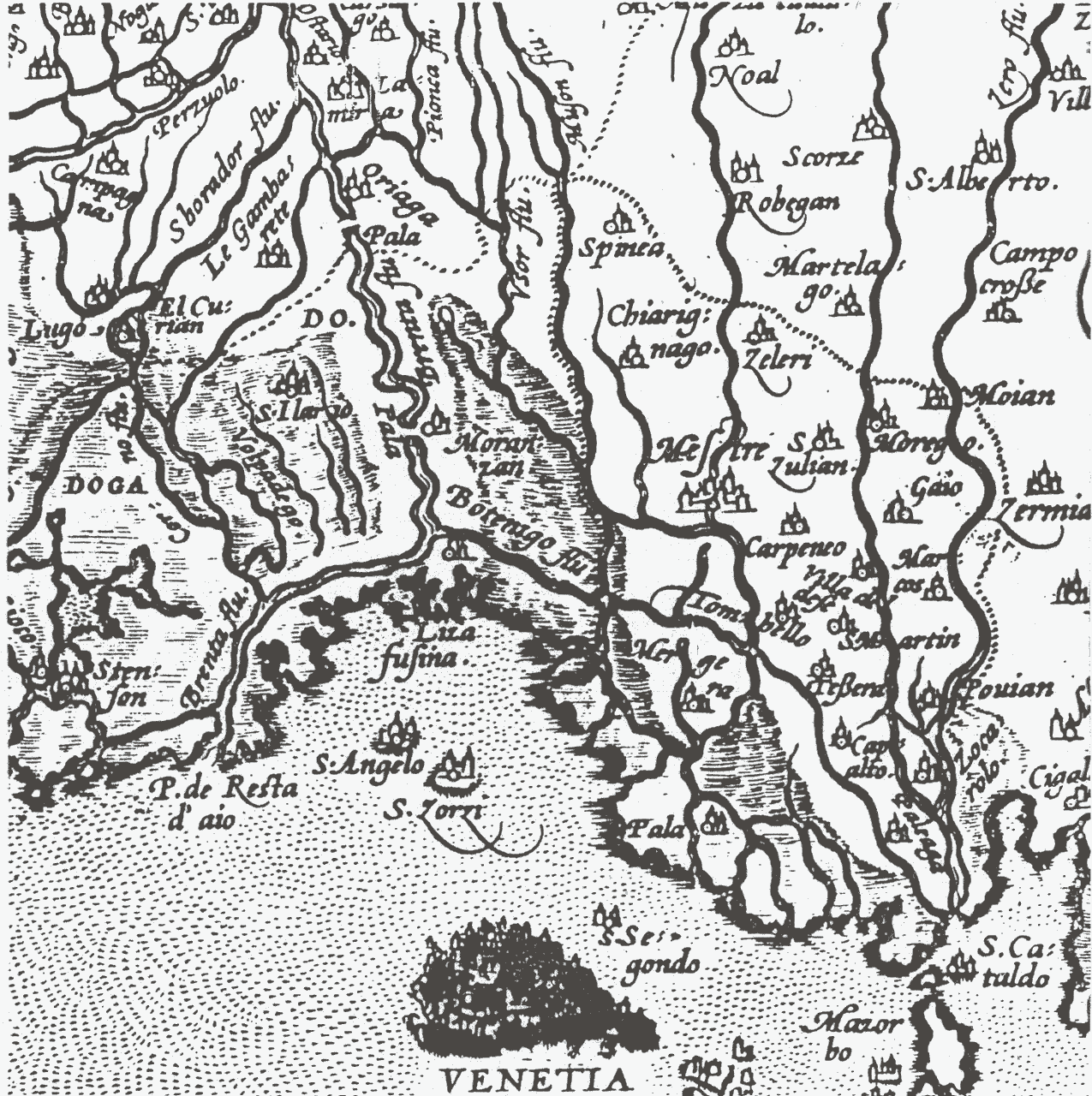
Mappa del delta del Brenta nel XV secolo.

Il 16 febbraio 1330 il Consiglio dei Pregadi decretò dunque l'avvio delle opere idrauliche necessarie a preservare la città dalle acque fluviali dalla mala visnia ("cattiva vicinanza") del principale nemico dell'equilibrio idraulico cittadino, il Brenta. Il fiume infatti si scaricava in laguna con il suo complesso delta proprio di fronte alla città, apportandovi una gran quantità di detriti. Nel 1336, dunque, per prima cosa venne ultimato l'escavo dell'Orfano, che tornò così pienamente praticabile, mentre nel 1339 venne completata la realizzazione del poderoso Argine de Intestadura o Argine Nuovo, eretto lungo tutto il margine lagunare a sud del borgo di Mestre per una decina di chilometri sino a Dogaletto. L'argine sbarrava così, oltre alla foce principale del Brenta a Lizzafusina, numerosi alvei minori del Brenta e altri corsi d'acqua (Volpadego, Tergola, Clarino, Avesa, Laroncelo, Vigilio, Uxor, Muson, Una, Bottenigo, Lenzina), convogliandoli attraverso il canale detto Tajada ("taglio") nella nuova foce detta per la sua forma Resta de Aio (letteralmente "grappolo d'aglio").
Completata la sistemazione del Brenta, nel 1361 venne scavato un lungo canale artificiale per collegare la laguna al castello di Mestre. Il canale, detto Fossa Gradeniga e poi Canal Salso, poiché convogliava le acque salmastre della laguna, serviva a favorire gli scambi commerciali tra la città e la terraferma, permettendo la realizzazione di un nuovo porto commerciale immediatamente a ridosso delle fortificazioni mestrine, invece del più antico Porto di Cavergnago.
A causa dell'inesperienza idraulica, la costruzione dell'argine d'intestadura provocò una progressiva ostruzione, nel loro tratto finale, dei letti dei corsi d'acqua interessati, provocando allagamenti nelle zone di Oriago, Gambarare e Bottenighi. Così, per dare sfogo alla pressione idraulica venne realizzato un canale di comunicazione con la laguna, il Canale Visigone: questo venne a più riprese aperto e richiuso a seconda dell'avanzare dell'interramento nei letti fluviali o nella laguna.

### Le sistemazioni quattro-cinquecentesche
Tra il 1488 e 1507 la Repubblica effettuò un'ulteriore diversione del Brenta: il fiume venne sbarrato con chiuse nei pressi di Dolo e deviato in un nuovo canale, detto Brentone, sino a Codevigo, a sud della laguna. Nella stessa epoca venne deviato anche il corso del Marzenego che, intercettato immediatamente a valle di Mestre dal canale Fossanuova, venne portato a confluire nella foce del Dese, all'estremità settentrionale della laguna. Nel 1532, nella foce del Dese-Marzenego venne portato a confluire anche lo Zero, che in precedenza era invece affluente del Sile.
Spunto per una nuova fase di riordino idraulico della laguna fu la grande alluvione del 1533, quando il Piave esondò dalla riva destra, irrompendo nel letto del Sile e provocando vasti interramenti nella laguna nord, nei pressi dei centri di Torcello, Burano e Mazzorbo. La Repubblica rispose erigendo nel 1543 l'argine San Marco, realizzato in posizione distaccata rispetto al letto del Piave, con il preciso scopo di proteggere la laguna dalle inondazioni.
Tra il 1565 e il 1579 venne realizzata la Tajada de Re per deviare a nord il corso del Piave.

### Le opere seicentesche

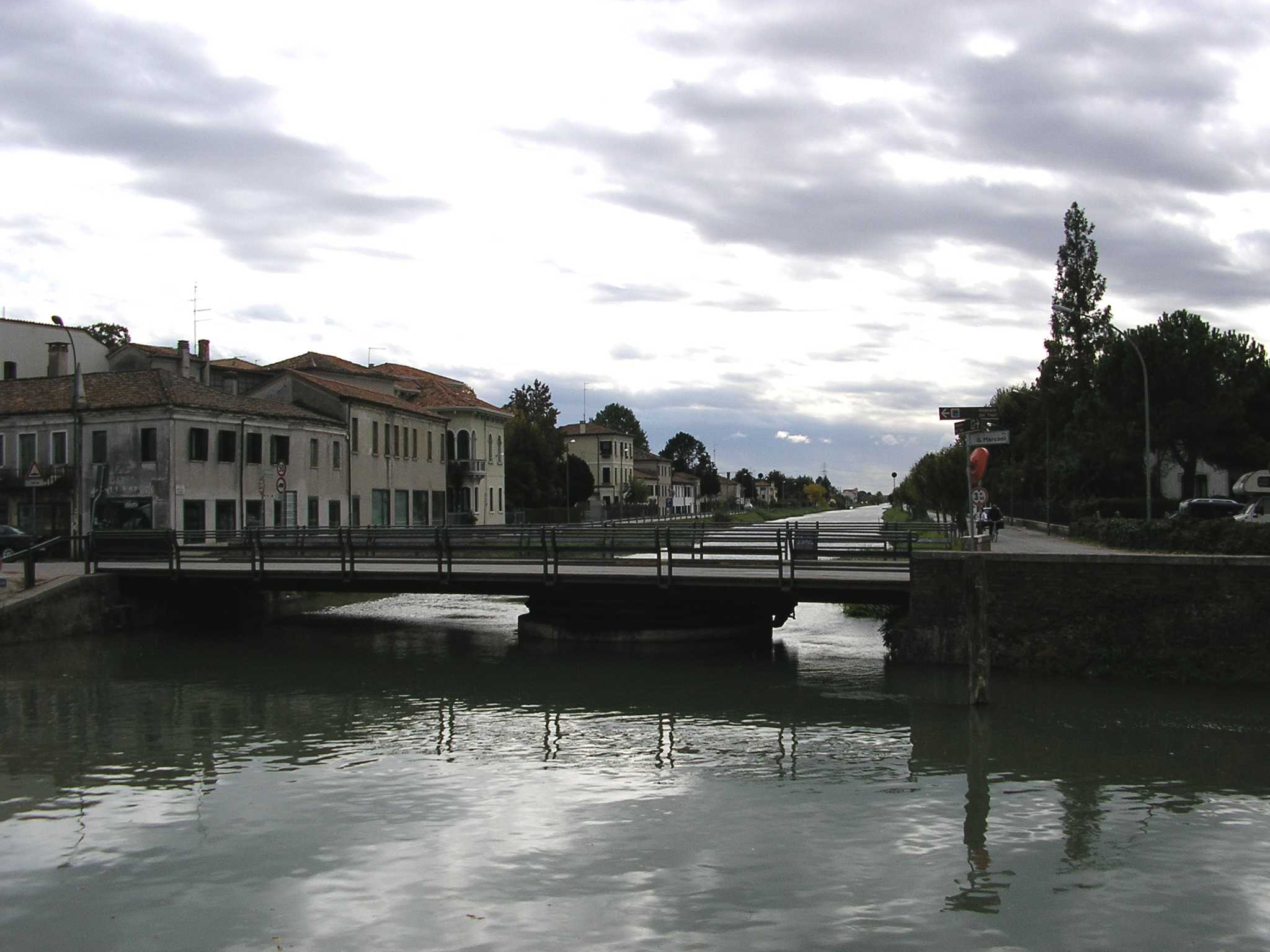
L'imbocco del Taglio Nuovissimo del Brenta a Mira Taglio.

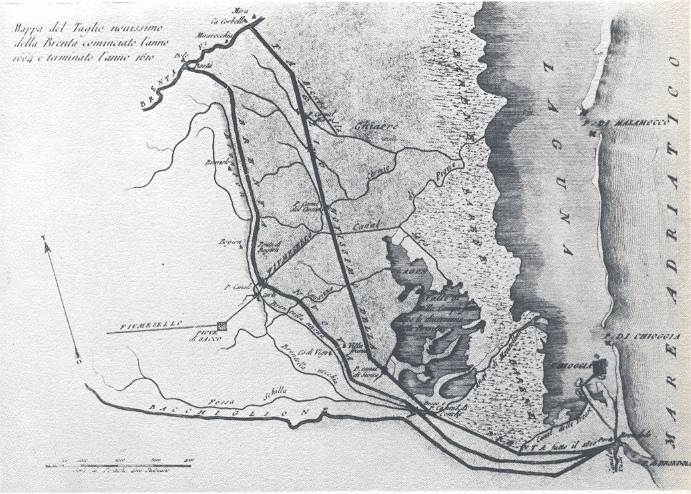
Sistema del Brenta nel 1610, si individuano il Taglio Nuovissimo e, più a monte, la Brenta Nuova.

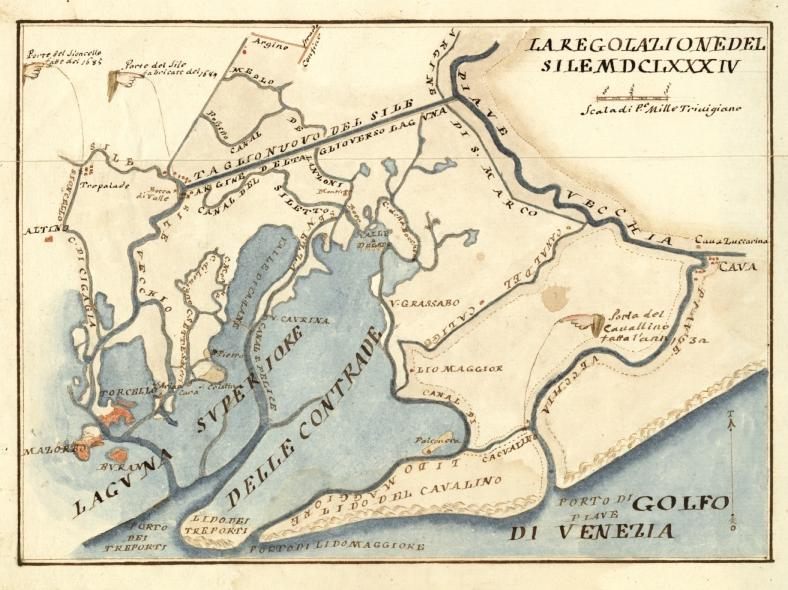
Rappresentazione d'epoca delle opere attuate sul corso del Sile.

Data l'insufficienza manifestata dalle opere cinquecentesche di contenimento dei fiumi, all'inizio del Seicento la Repubblica avviò una vasta campagna di lavori per risolvere in modo definitivo il problema degli apporti fluviali. Preoccupava in particolare la situazione del Po, il quale, pur non sfociando direttamente nella laguna, stava progressivamente deviando verso nord, minacciando di decapitare la foce dell'Adige e di interrare il porto di Chioggia.
Tra il 1600 ed il 1604, dunque, la Repubblica di Venezia, nonostante le rimostranze del confinante Stato Pontificio, deviò il braccio principale del Delta, il Po di Tramontana, convogliandolo verso est nel nuovo Taglio di Porto Viro. La deviazione andò a modificare il sistema deltizio avviando la rapida espansione verso est delle terre emerse, che divennero luogo di nuova colonizzazione.
Sempre nel 1604 venne approvato il progetto di Gianluigi Gallesi per risolvere l'insufficienza manifestata dalle deviazioni del Brenta. Nel 1613 venne dunque inaugurato il Taglio Nuovo del Musone: il nuovo canale portò alla formazione di due fiumi distinti, detti Muson Vecchio e Muson dei Sassi. Le acque vennero convogliate sino al Brenta, nei pressi di Mira. Proprio qui venne realizzato un nuovo canale, detto Taglio Nuovissimo, il quale, intercettando le acque del fiume più a valle della vecchia Brenta Nova, le convogliava lungo un percorso rettilineo sino a Chioggia.
Anche il provvedimento di deviazione del Piave si dimostrò insufficiente e dunque la Serenissima incaricò della soluzione del problema l'architetto idraulico Sebastiano Benoti: nel 1642 venne dunque eretto anche per il Piave un Argine de Intestadura nei pressi del borgo di Musile, con l'escavo di un canale di sfogo che portasse ancora più a nord la foce. L'opera venne completata solo nel 1664, per i ritardi provocati dalla Guerra di Candia, ma già pochi anni dopo, nel 1683, l'insufficiente arginamento provocò la rottura dell'intestadura in località Landrona e lo sfogo del fiume nei pressi di Santa Margherita. Nello stesso anno il Sile venne deviato, tramite il Taglio di Sile nella vecchia foce del Piave, detta Porto Piave Vecchia, e allontanato così definitivamente dalla laguna.